# Порта Портезе

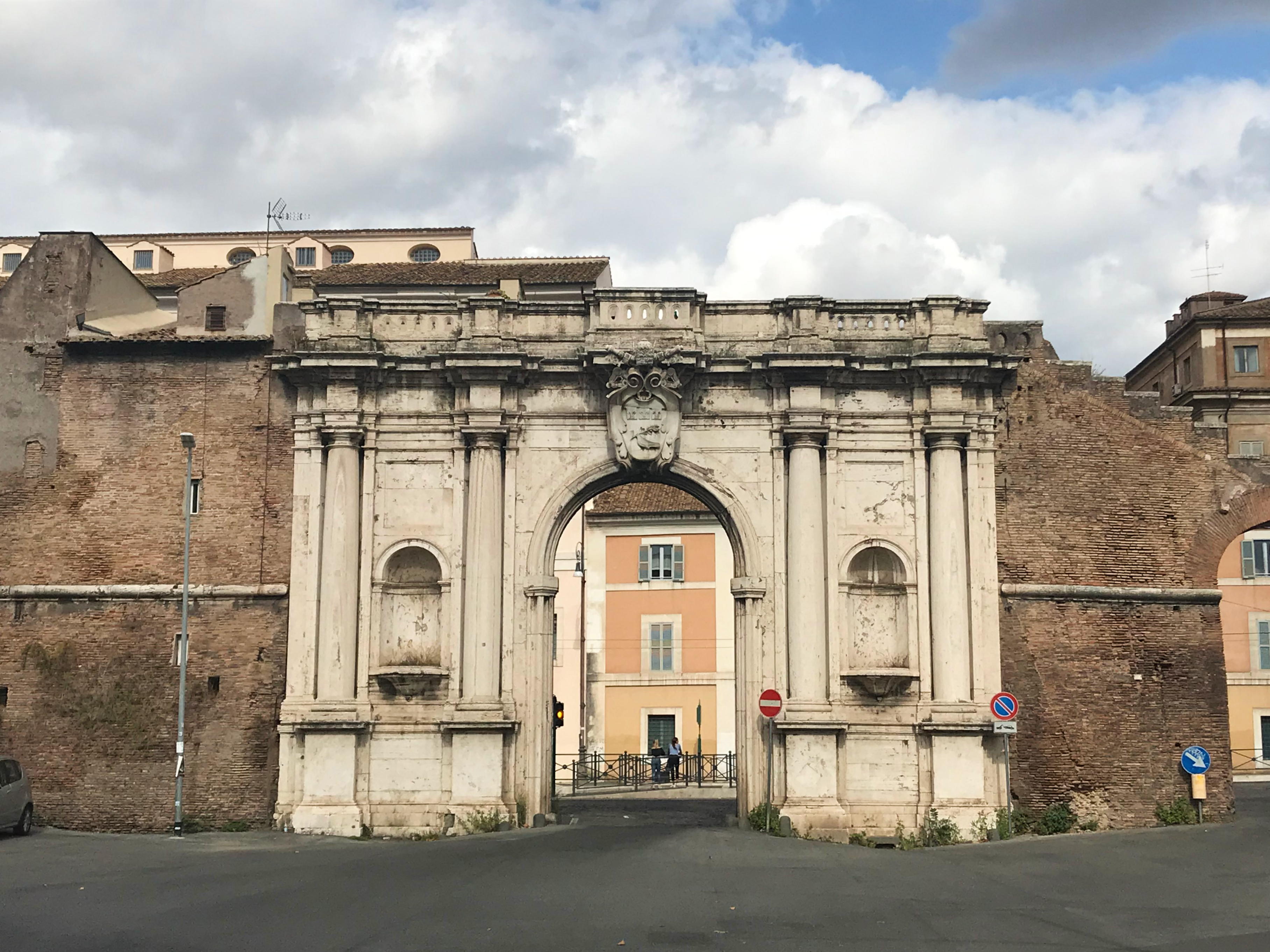

Порта Портезе (в античности Porta Portuensis — Портовые ворота) — ворота в Риме.
Прежде от Porta Portuensis стены Аврелиана, служивших для защиты Яникула и Трастевере, вела Via Portuensis к порту императоров Клавдия и Траяна.
Портовые ворота имели два арочных пролёта и полукруглые кирпичные башни и по форме напоминали другие ворота Аврелиановой стены — порта Аппия, Фламиния и Остийские ворота.
При папе Урбане VIII их снесли и в 1644 году построили новые — Porta Portese, которые расположились на 450 метров севернее.